# Julien Turini
Pour les articles homonymes, voir Turini.
Pas d'image ? Cliquez ici

a Compétitions nationales et continentales officielles uniquement.

Dernière mise à jour le 11 avril 2016.
Julien Turini, né le 29 novembre 1983 à Toulouse, est un joueur de rugby à XV français évoluant au poste de pilier. Il mesure 1,87 m pour 125 kg.

## Clubs successifs
- 1998-2002 : Stade toulousain
- 2002-2005 : SU Agen
- 2005-2010: US Colomiers
- 2010-2012 : Union Bordeaux Bègles
- 2012-2014 : Pays d'Aix rugby club
- 2014-2105 : Avenir castanéen
- 2015-2016 : Amicale sportive vauréenne
- 2017-2018 : JSC caraman

## Palmarès
- 2010/2011 final accession top 14 avec l'UBB
- Champion de Fédérale 1 en 2008
- International -18 ans.[réf. nécessaire]
- Champion des confédérations 2008 avec midi-pyrenées
- Champion de France minimes 1998 avec le stade toulousain
- Champion de France reichel 2002 avec le stade toulousain
- Champion de France universitaire avec agen
- Champion de France à 7 avec lycée lomet agen